# Stig Söderqvist

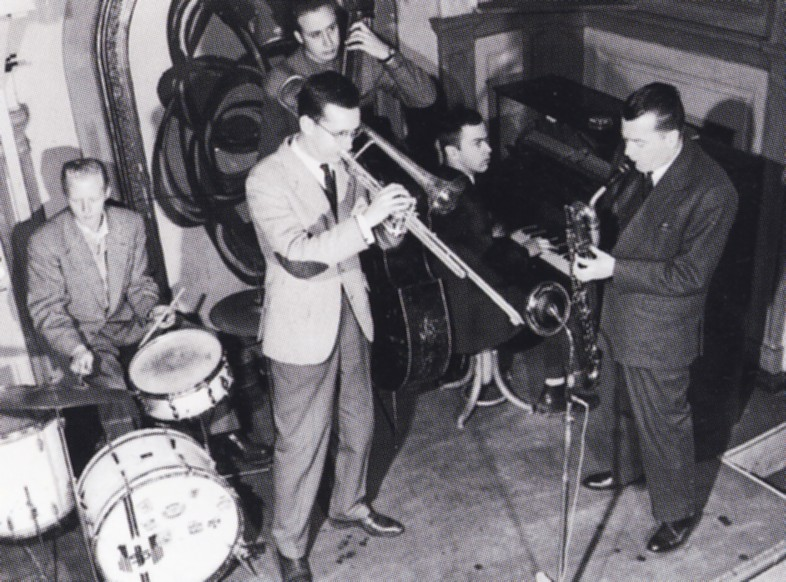
Stig Söderqvists kvintett spelar med Lars Gullin på Nalen 1956.

Stig Gunnar Söderqvist, född 21 januari 1929, död 27 november 2018 i Stockholm, var en svensk art director, tecknare och jazzmusiker.
Efter examen från fackavdelningen för reklam och bokhantverk vid Högre konstindustriella skolan i Stockholm 1951 var han verksam som reklamtecknare och art director vid Svenska telegrambyrån i Stockholm. Han medverkade i Nationalmuseums utställning Unga tecknare ett par gånger på 1950-talet och i utställningen Svensk reklamkonst på Lilla galleriet i Stockholm. Som illustratör medarbetade han i All världens berättare. Han arbetade även som grafisk formgivare för skivbolaget Metronome. 
Stig Söderqvist var även jazzmusiker, bland annat spelade han trumpet i Bernt Rosengrens storband.
Söderqvist var gift med Siv Marianne Sundqvist och far till kompositören och jazzmusikern Ann-Sofi Söderqvist.